# Wiktor Sommer
Wiktor Sommer (ur. 29 listopada 1886 w Sokołowie, zm. 19 września 1947 w Łodzi) – polski inżynier chemik.

## Życiorys
Urodził się 29 listopada 1886 w Sokołowie, w powiecie pułtuskim. Został absolwentem Szkoły Realnej Rontalera w Warszawie. W 1910 uzyskał dyplom inżyniera chemika na Politechnice w Zurychu. W drugiej dekadzie XX wieku pracował w zakładach produkcji tkanin zarówno na Zachodzie jak na Wschodzie (np. Piotrogród).
Po odzyskaniu przez Polskę niepodległości podjął pracę w ojczyźnie. Od 1918 był zatrudniony w Głównym Urzędzie Zaopatrzenia Armii w sekcji Popierania Przemysłu Chemicznego, od 1923 do 1939 w Ministerstwie Spraw Wojskowych, gdzie pełnił funkcję doradcy technicznego. Działał w biurze założonego w 1921 Związku Zawodowego Wielkiego Przemysłu Chemicznego Państwa Polskiego, był członkiem Związku Przemysłu Chemicznego, członkiem prezydium, w 1939 ponownie wybrany do zarządu. Udzielał się także jako doradca Banku Gospodarstwa Krajowego. Współpracował przy opracowywaniu planów produkcji zakładów chemicznych (Mościce, Pionki, Skarżysko). Od czasu utworzenia Polskiego Towarzystwa Chemicznego w 1919 przez wiele lat aż do 1939 był skarbnikiem Zarządu Głównego, a od stycznia 1931 również periodyku „Roczniki Chemii”. W 1931 był członkiem rady nadzorczej spółki akcyjnej Przemysł Chemiczny „Boruta” w Zgierzu. Do 1939 figurował pod adresem Krzywe Koło 2 w Warszawie.
W trakcie okupacji niemieckiej był więziony przez Niemców na Pawiaku w 1942. Podczas powstania warszawskiego 1944 odniósł rany, a po jego upadku w grudniu tego roku został osadzony w niemieckim obozie koncentracyjnym w Saksonii. Na wiosnę 1945 powrócił do Polski i osiadł w Łodzi. Został doradcą technicznym Państwowej Wytwórni Papierów Wartościowych. Pod koniec tego roku otrzymał stanowisko adiunkta na Wydziale Chemicznym Politechnice Łódzkiej, po czym prowadził zajęcia z chemicznej technologii włókna. Objął także funkcję skarbnika w Oddziale Łódzkim PTCh
Zmarł 19 września 1947 w Łodzi po długiej chorobie. Został pochowany 23 września 1947 w grobowcu rodzinnym na cmentarzu Powązkowskim w Warszawie (kwatera 294-6-10).

## Ordery i odznaczenia
- Krzyż Oficerski Orderu Odrodzenia Polski (3 maja 1928)[13][14]
- Złoty Krzyż Zasługi (13 maja 1933)[15]